# Theresia Dismas
Theresia Dismas est une athlète tanzanienne.

## Carrière
Theresia Dismas est médaillée d'argent du lancer du javelot aux Jeux africains de 1965 à Brazzaville avec un lancer à 40,24 m. Pour cette performance notamment, elle est nommée sportive tanzanienne de l'année.